# Галиферс
Галифе́рс (др.-греч. Άλιθέρσης) — персонаж из греческой мифологии, пророк, один из героев «Одиссеи» Гомера.

## Мифология
Галиферс был старым прорицателем с острова Итака, сыном Мастора. Он был другом детства царя Одиссея перед его отплытием в Трою.
Когда от Одиссея слишком долго не было вестей, многие на Итаке решили, что его скорее всего уже нет в живых. Тогда повадились в дом Одиссея женихи свататься к его жене Пенелопе. Однако она всем им отказывала, продолжая любить своего мужа и надеясь, что он когда-нибудь вернётся. Но женихи не унимались. Они буквально поселились в доме Пенелопы и её сына Телемаха, устраивали бесконечные пиры за их счёт и разоряли хозяйство. Терпеть это было невозможно, но и прогнать докучливых женихов из своего дома жене Одиссея и его сыну-подростку было не под силу.
Однажды Телемах во время народного собрания в Итаке призвал Зевса в свидетели тех неслыханных оскорблений, которые ему приходится выносить в своём доме от женихов матери. И тут вдруг высоко в небе появились два орла; вступив в поединок, они в кровь порвали друг друга и быстро скрылись на глазах у изумлённого народа. Галиферс, местный прорицатель, способный предсказать грядущее по поведению птиц, усмотрел в этом знамении Зевса соответствующий смысл. Он сообщил собравшимся, что скоро вернётся никем не узнанный Одиссей и жестоко накажет тех, кто грабит его дом и ухаживает за его женой.
Когда Одиссей всё-таки вернулся и расправился с женихами Пенелопы, их возмущённые родственники собрались на городской площади и принялись громко обсуждать, как им поступить; некоторые призывали отомстить Одиссею и его семье. Галиферс выступил в защиту Одиссея, напомнив жителям Итаки, что они сами виноваты в случившемся, поскольку позволили женихам бесчинствовать в доме у Пенелопы и её сына. Он посоветовал подчиниться своему царю, чтобы не навлечь на себя ещё большей беды. Но к его словам прислушалась лишь половина собравшихся. Родственники бывших ухажёров продолжили попытки расправы с семьёй Одиссея. Однако на её защиту встала богиня Афина и помешала недоброжелателям осуществить задуманное.

## В астрономии
Именем Галиферса назван один из троянских астероидов Юпитера — (12974) Галиферс.